# Präsidentschaftswahl in Tschechien 2018
Die erste Runde der zweiten direkten Präsidentschaftswahl in Tschechien fand am 12. und 13. Januar 2018 statt. Da keiner der neun Kandidaten im ersten Wahlgang eine absolute Mehrheit der abgegebenen Stimmen erhielt, wurde am 26. und 27. Januar 2018 eine Stichwahl zwischen den beiden bestplatzierten Kandidaten, dem amtierenden Präsidenten Miloš Zeman (38,56 %) und dem parteilosen Jiří Drahoš (26,6 %) durchgeführt.
In der zweiten Runde der Wahl setzte sich Zeman mit 51,36 % der gültigen Stimmen gegen seinen Kontrahenten Drahoš durch.

## Vorgeschichte
Im Jahr 2013 war der tschechische Staatspräsident erstmals in direkter Wahl vom Volk gewählt worden. Zuvor war dies immer in indirekter Wahl geschehen. Aus der Präsidentschaftswahl 2013 ging Miloš Zeman, ein ehemaliger Sozialdemokrat sowie Vorsitzender und Gründer der Mitte-links-Partei SPOZ, als Sieger hervor. Sein liberal-konservativer Gegenkandidat war der damalige Außenminister Karel Schwarzenberg.

## Kandidaten
Zur Zulassung zur Wahl mussten Kandidaten bis zum 66. Tag vor der Wahl Unterstützungsunterschriften von 50.000 Wahlberechtigten, 20 Mitgliedern des Abgeordnetenhauses oder zehn Senatoren vorlegen und mindestens 18 Jahre alt sein.
Unter den Herausforderern des amtierenden Präsidenten waren hauptsächlich parteiunabhängige Kandidaten zu finden, insgesamt gab es in der ersten Runde neun Kandidaten. Keine der im Abgeordnetenhaus vertretenen Parteien stellte einen eigenen Kandidaten.

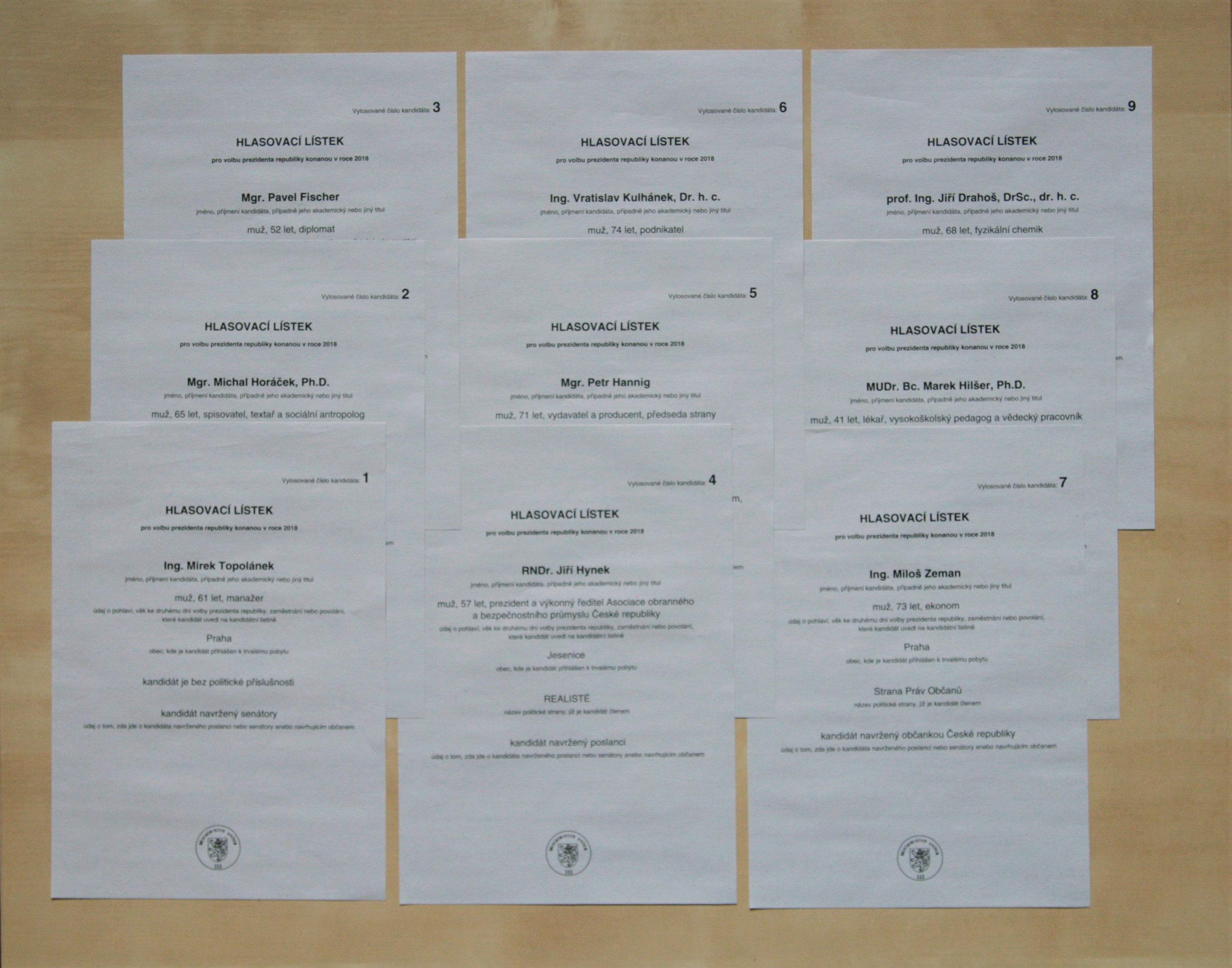
Stimmzettel

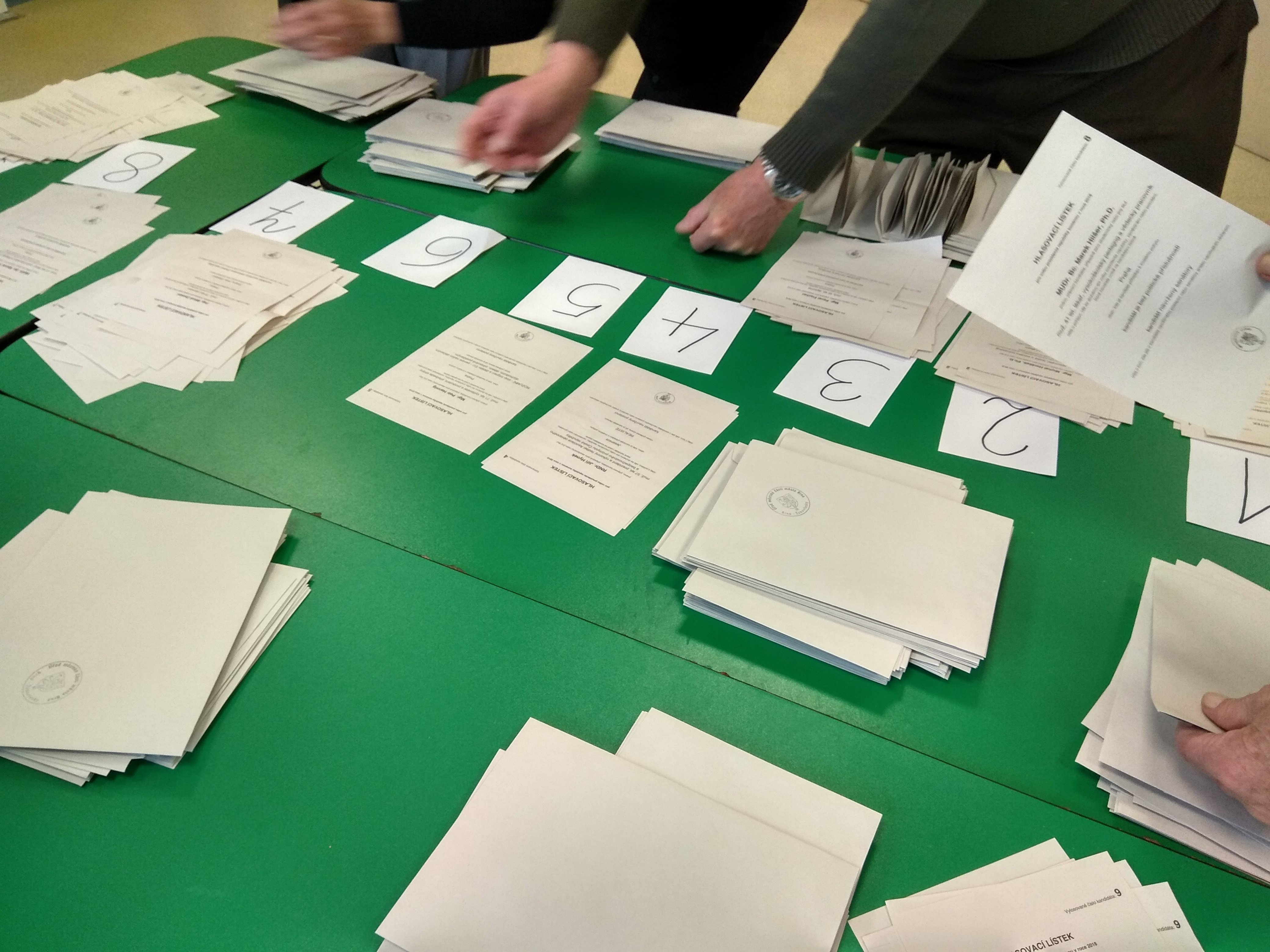
Stimmenauszählung am 13. Januar 2018

| Nr. | Name | Name               | Partei    | Unterstützende Parteien | Tätigkeit |
| --- | ---- | ------------------ | --------- | ----------------------- | --- |
| 1   |      | Mirek Topolánek    | parteilos | ODS                     | ehemaliger Ministerpräsident (2006–2009)                                                                        |
| 2   |      | Michal Horáček     | parteilos |                         | Autor, Musikproduzent                                                                                           |
| 3   |      | Pavel Fischer      | parteilos |                         | ehemaliger Botschafter in Frankreich und Politikberater                                                         |
| 4   |      | Jiří Hynek         | Realisté  |                         | Vorsitzender der tschechischen Vereinigung der Waffen- und Verteidigungsindustrie                               |
| 5   |      | Petr Hannig        | Rozumní   | ND                      | gelernter Schmied, Musikproduzent und Vorsitzender der Rozumní                                                  |
| 6   |      | Vratislav Kulhánek | ODA       |                         | Früher Manager bei Škoda Auto, ehemaliger Vorsitzender des Tschechischen Eishockeyverbandes (2004–2008)         |
| 7   |      | Miloš Zeman        | SPO       | SPO, SPD                | Amtierender Präsident                                                                                           |
| 8   |      | Marek Hilšer       | parteilos |                         | Arzt und Hochschullehrer                                                                                        |
| 9   |      | Jiří Drahoš        | parteilos | KDU-ČSL, STAN           | physikalischer Chemiker und Vorsitzender der Akademie der Wissenschaften der Tschechischen Republik (2009–2017) |

## Umfragen
Bei den Meinungsumfragen Ende 2017 und Anfang 2018 lag kontinuierlich der erneut kandidierende amtierende Präsident Miloš Zeman in Führung, gefolgt von dem parteilosen, aber von mehreren Oppositionsparteien unterstützten Jiří Drahoš.

## Die Wahl

### 1. Wahlgang
Im ersten Wahlgang lag Miloš Zeman landesweit in allen  Bezirken mit Ausnahme der Hauptstadtregion Prag in Führung und erhielt insgesamt 38,56 Prozent der Stimmen. In Prag und Umgebung gewann Jiří Drahoš die meisten Stimmen und landete mit landesweit 26,60 Prozent auf dem zweiten Platz. Von den Auslandstschechen stimmte die Mehrheit ebenfalls für Drahoš. Drittplatzierter wurde Pavel Fischer mit 10,23 Prozent. Die Stichwahl zwischen den beiden Bestplatzierten wurde für den 26. und 27. Januar angesetzt.
Obwohl der prozentuale Stimmenabstand zwischen Zeman und Drahoš mit etwa 12 Prozent beträchtlich schien, rechneten Beobachter trotzdem mit einem Kopf-an-Kopf-Rennen in der zweiten Runde, da alle anderen unterlegenen sieben Kandidaten zur Stimmenabgabe für Drahoš in der zweiten Runde aufriefen. Schon vor der ersten Wahlrunde waren alle acht gegen Zeman antretenden Kandidaten übereingekommen, in der wahrscheinlichen Stichwahl gemeinsam den Gegenkandidaten Zemans zu unterstützen – unabhängig, wer dies sein würde.

### 2. Wahlgang
Da kein Kandidat die absolute Mehrheit der Stimmen erreichte, fand am 26. und 27. Januar 2018 die Stichwahl zwischen den beiden Bestplatzierten Zeman und Drahoš statt. Verschiedene Umfragen in Tschechien zeigten im zweiten Wahlgang ein Kopf-an-Kopf-Rennen der beiden Kandidaten. Die Mehrheit prognostizierte allerdings einen Sieg von Drahoš. Die beiden Kandidaten trafen in zwei TV-Konfrontationen aufeinander, einmal im Privatsender Prima, einmal im öffentlich-rechtlichen Fernsehen ČT.
Zeman gewann die Stichwahl mit 51,36 % der gültigen Stimmen.

## Ergebnis
| Kandidaten               | Parteien                      | 1. Wahlgang | 1. Wahlgang | 2. Wahlgang | 2. Wahlgang |
| Kandidaten               | Parteien                      | Stimmen     | %           | Stimmen     | %           |
| ------------------------ | ----------------------------- | ----------- | ----------- | ----------- | ----------- |
| Miloš Zeman              | Strana Práv Občanů            | 1.985.547   | 38,6        | 2.853.390   | 51,4        |
| Jiří Drahoš              | Parteilos (KDU-ČSL – STAN)    | 1.369.601   | 26,6        | 2.701.206   | 48,6        |
| Pavel Fischer            | Parteilos                     | 526.694     | 10,2        |             |             |
| Michal Horáček           | Parteilos                     | 472.643     | 9,2         |             |             |
| Marek Hilšer             | Parteilos                     | 454.949     | 8,8         |             |             |
| Mirek Topolánek          | Parteilos (ODS)               | 221.689     | 4,3         |             |             |
| Jiří Hynek               | Realisté                      | 63.348      | 1,2         |             |             |
| Petr Hannig              | Strana zdravého rozumu        | 29.228      | 0,6         |             |             |
| Vratislav Kulhánek       | Občanská demokratická aliance | 24.442      | 0,5         |             |             |
| Gesamt                   | Gesamt                        | 5.148.141   | 100         | 5.554.596   | 100         |
|                          |                               |             |             |             |             |
| Ungültige Stimmen        | Ungültige Stimmen             | 29.097      | 0,6         | 13.031      | 0,2         |
| Wähler                   | Wähler                        | 5.177.238   | 61,9        | 5.567.627   | 66,6        |
| Wahlberechtigte          | Wahlberechtigte               | 8.366.433   |             | 8.362.987   |             |
|                          |                               |             |             |             |             |
| Quelle: Statistický úřad |                               |             |             |             |             |